# Trembleuse

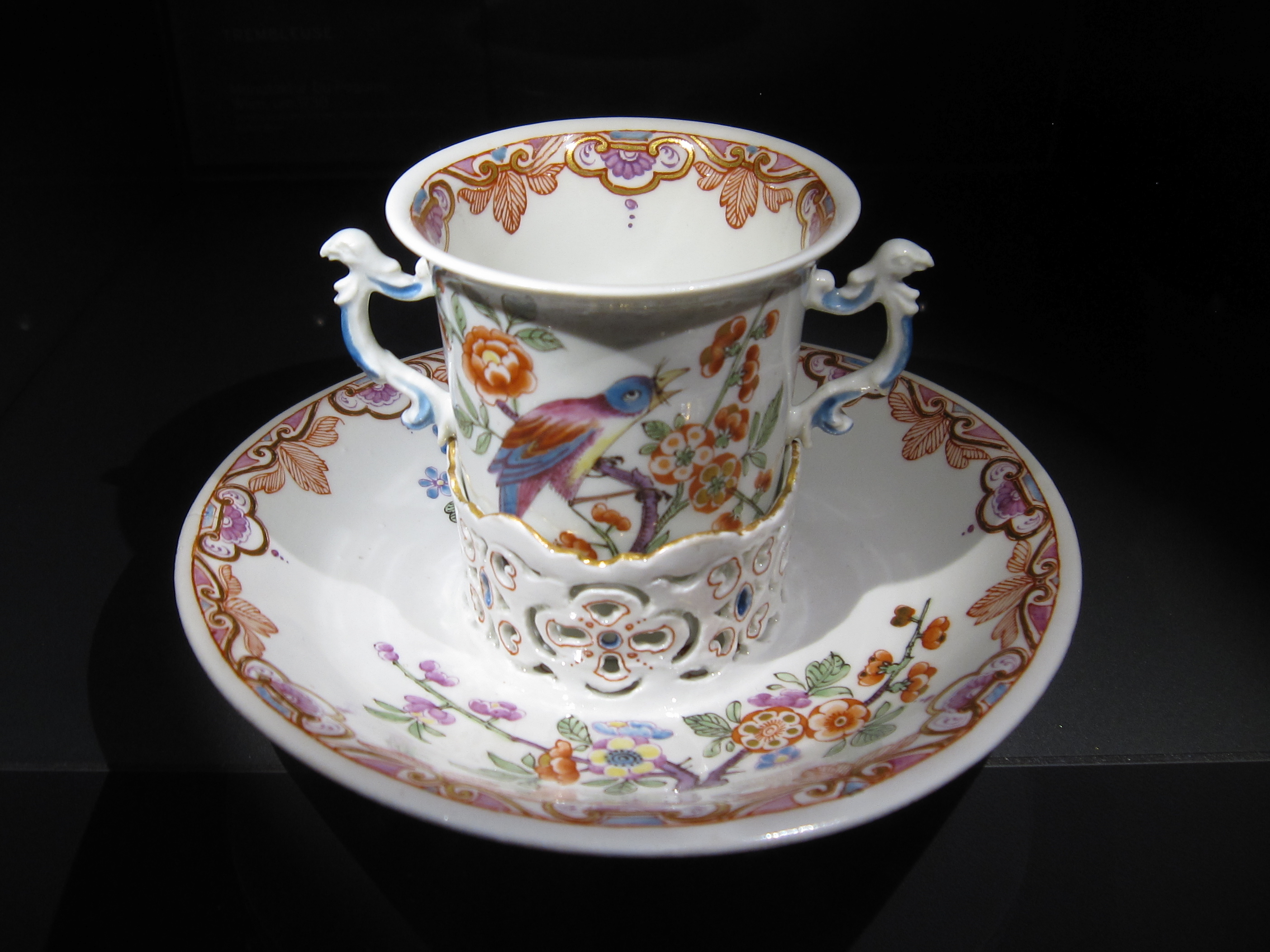
Weense porseleinen trembleuse kop uit de du Paquier-periode, 1730

Een trembleuse is een soort kop en schotel waarbij de schotel is voorzien van een verhoogde ring, zodat de kop steviger vastzit dan in een normale schotel, die slechts een licht verdiept midden heeft. Vaak is het verhoogde deel van de schotel opengewerkt, zoals in het Weense voorbeeld op de foto. Er bestaan ook versies waarbij de schotel juist een verdiept gedeelte heeft. Sèvres gebruikte de term Gobelet et soucoupe enfoncé voor een schotel met een verdieping in een catalogus uit 1759. 
In Mexico en andere spaanstalige landen wordt dit type kop en schotel Mancerina genoemd, naar de tweede Markies van Mancera, Don Antonio Sebastián Álvarez de Toledo Molina y Salazar (ca. 1608 - 1715), die in Zuid-Amerika leefde waar chocoladedranken werd gebruikt. Hij zou een verlamde hand gehad hebben waardoor hij een kopje nodig had dat hij met één hand kon gebruiken. Een ander verhaal is dat deze markies een bezoekster had die met haar chocoladedrank morste door een trillende hand, en dat hij naar aanleiding daarvan de uitvinding deed.
Het ontwerp werd vervolgens in China nagemaakt voor de Spaanse markt.
Het woord trembleuse is ontleend aan het Franse woord voor een trillende persoon, trembleur, en dan wel de vrouwelijke vorm daarvan, trembleuse. Dat woord is een afgeleide van het werkwoord trembler, dat trillen betekent.

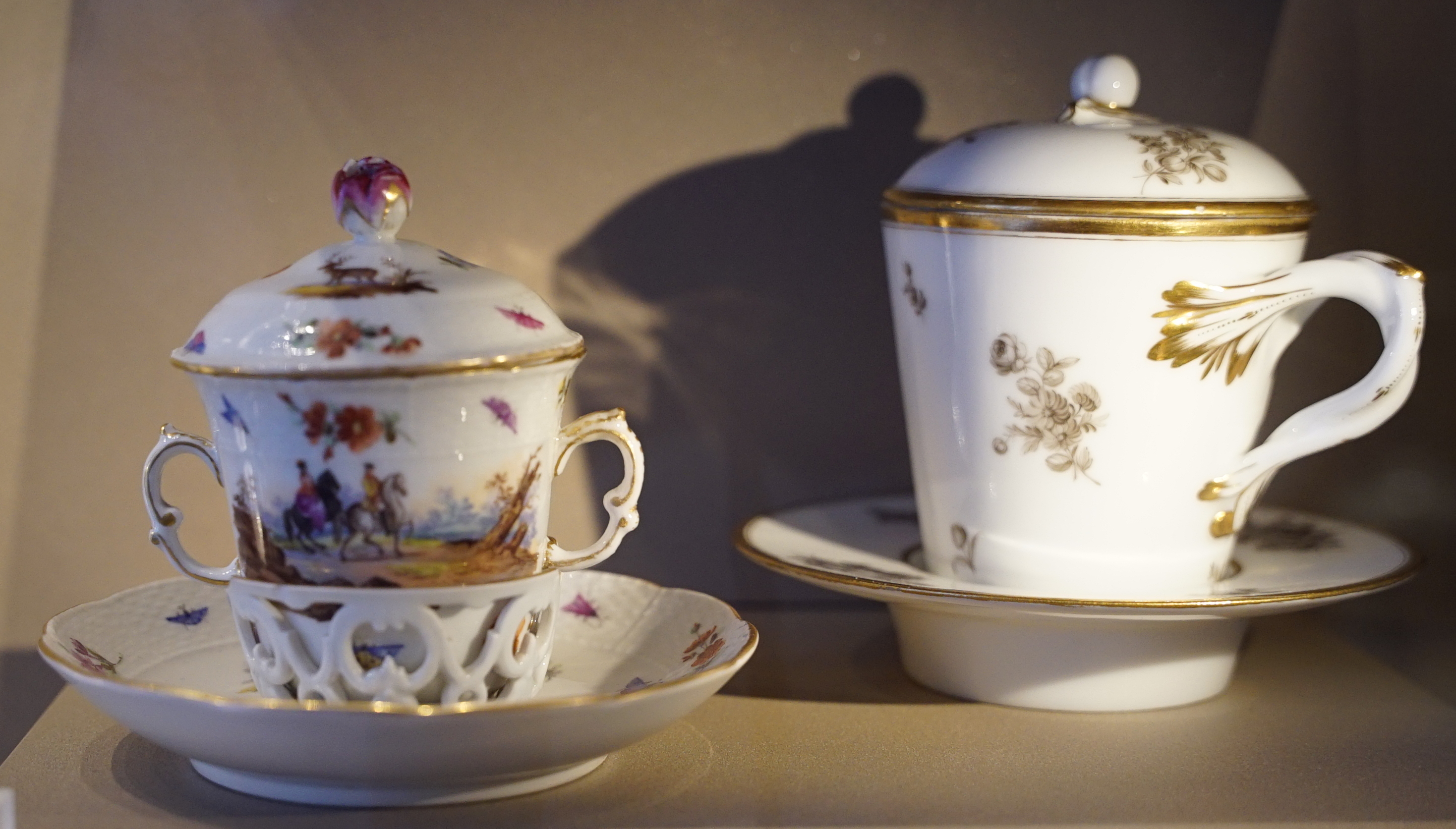
Twee types trembleuse, met verdiepte schotel (rechts) en met verhoogde en opengewerkte rand (links).

Dit type kop en schotel is bedacht om het mensen met een trillende hand mogelijk te maken om een warme drank uit een kopje te drinken zonder te morsen. De kopjes zijn ontworpen met of zonder handvat en hebben optioneel ook een deksel. Ze werden normaal gesproken afzonderlijk verkocht, in plaats van in sets.
Dergelijke schotels waren al eeuwenlang gebruikelijk in Chinese keramiek. In Europa ontstonden ze rond 1690 in Parijs. Veel beroemde porseleinfabrikanten, zoals Sèvres en Meissen produceerden trembleuses. In Delft werden trembleuses van aardewerk gemaakt. Er bestaan ook varianten met een zilveren schotel.

## Wetenswaardigheden

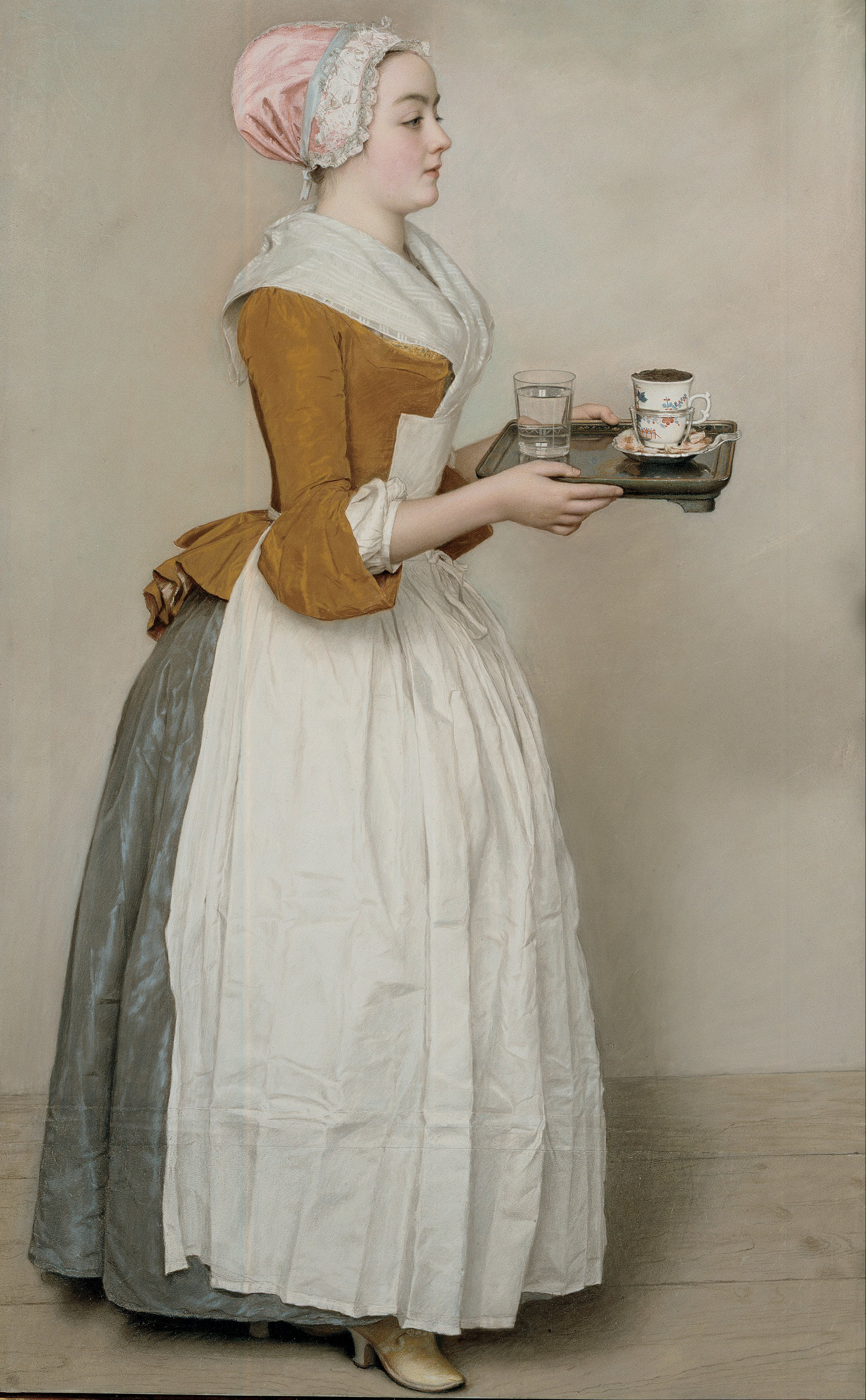
Het chocolademeisje van Jean-Etienne Liotard

- Het chocolademeisje van Jean-Etienne LiotardOp het schilderij "Het Weense chocolademeisje" van Jean-Étienne Liotard, uit ca. 1744, draagt het meisje een dienblad met daarop een trembleuse en een glas water. Het schilderij zou model hebben gestaan voor de verpleegster op de verpakking van Droste cacao.
- Van dit schilderij is een kopie gemaakt door de Delftse schilder Paul Tétar van Elven. Deze schilder bezat ook een trembleuse in zijn collectie porselein.
- Sieraden met bewegende onderdelen, zoals broches, worden ook wel trembleuse genoemd.

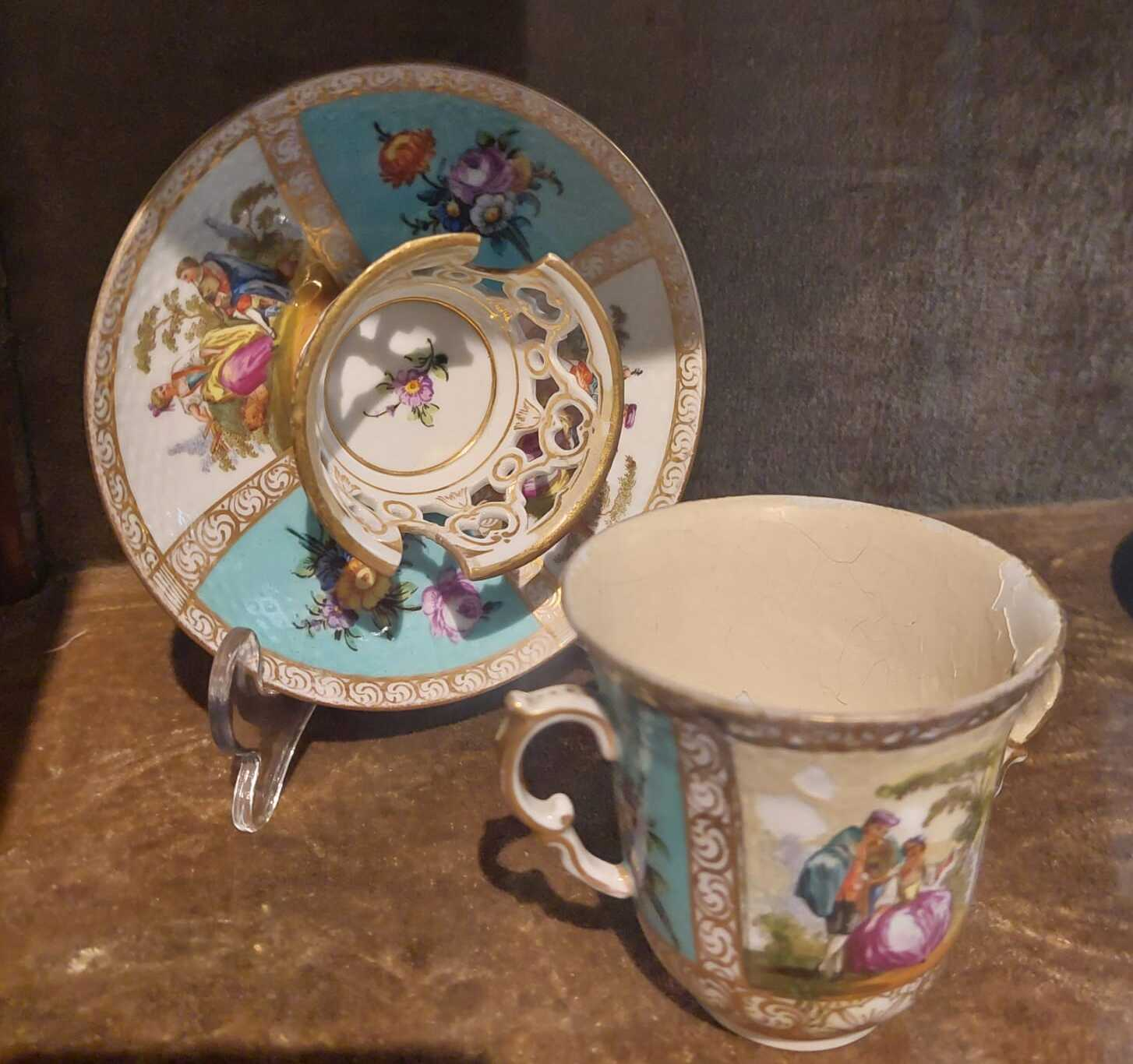
Termbleuse in het museum Paul Tétar van Elven, Delft